# CGC
CGC was oorspronkelijk een warenhuis en later een kledingwinkel op Drottninggatan 17 in de wijk Tingvallastaden in het centrum van Karlstad in Värmland .

## Geschiedenis
CGC stond voor Carl Gustav Carlsson. Hij richtte het warenhuis op in 1924 op Kungsgatan 20. In 1951 verhuisde het warenhuis naar een nieuw gebouwd pand ontworpen door Björn Hedvall op de kruising van Drottninggatan en Västra Torggatan, tussen Stora torget en het centraal station. Het positioneerde zich als het meest exclusieve warenhuis van Karlstad en was de eerste in de stad die een roltrap installeerde. Vanaf het begin had het warenhuis een meer traditionele focus en had een uitgebreid assortiment. 
In latere decennia lag de focus steeds meer op de verkoop van exclusieve dames- en herenkleding. CGC sloot zijn deuren op 31 januari 2019.